# ステイン・アライブ
『ステイン・アライブ』（原題: Staying Alive）は1983年に制作されたアメリカ合衆国の映画。1977年の映画『サタデー・ナイト・フィーバー』の続編である。
作中の楽曲は「ステイン・アライヴ」、映画は「ステイン・アライブ」と日本語表記される。

## 概要
監督・製作・脚本はシルヴェスター・スタローンがつとめ、またアンクレジットでカメオ出演もしている。主演はトニー・マネロを演じるジョン・トラボルタ、共演はシンシア・ローズ、フィノラ・ヒューズ、スティーヴ・インウッド、ジュリー・ボヴァッソ。音楽はビージーズのバリー・ギブ、ロビン・ギブ、モーリス・ギブに加え、スタローンの弟フランク・スタローンらが手がけた。製作は前作の製作者だったロバート・スティッグウッドと共同だが、スティッグウッドは本作の失敗により再起は叶わなかった。
前作から6年後が舞台となる。

## あらすじ
かつてのディスコ・キング、トニー・マネロ（ジョン・トラボルタ）はブルックリンからマンハッタンへ移り住み、ブロードウェイの最新ミュージカルで大スターになることを夢見てダンス・インストラクターやダンス・クラブのウェイターに就きながら安宿で暮らす日々を送っていた。
ある日、トニーは自分が誘惑した裕福なイギリス人ダンサーのローラ（フィノラ・ヒューズ）が出演する新作ミュージカル『悪魔の裏通り』でコーラス役を獲得する。しかし、ローラはトニーのことを単に偶然知り合った男の1人にしか考えておらず、その一方でトニーのガールフレンド、ジャッキー（シンシア・ローズ）は「2人目」と見られることに嫌気がさして別れてしまう。そこでトニーはジャッキーがいないことを辛いと感じる自分の気持ちにようやく気付く。ジャッキーへの思いを引きずりながらも『悪魔の裏通り』で主役ダンサーの代役に立つチャンスに恵まれたトニーは、それを成功させるためジャッキーに助けを求める。結果的に『悪魔の裏通り』はトニーとローラの織りなす激しいダンスが見事な化学反応を起こし、初演の夜は盛り上がりも最高潮のままに幕を閉じた。

## キャスト
※括弧内は日本語吹替
- トニー・マネロ - ジョン・トラボルタ（池田秀一）
- ジャッキー - シンシア・ローズ（高島雅羅）
- ローラ - フィノラ・ヒューズ（藤田淑子）
- ジェシー - スティーヴ・インウッド（小川真司）
- トニーの母親 - ジュリー・ボヴァッソ（麻生美代子）
- バトラー - チャールズ・ウォード（鈴置洋孝）
- カール - フランク・スタローン（堀内賢雄）
- 振付師 - カートウッド・スミス

## サウンドトラック
サウンドトラックは前作『サタデー・ナイト・フィーバー』と同様に多くがビージーズの楽曲で構成されている。歴史的成功を収めた前作には及ばなかったものの、スイスで1位、日本とイタリアで2位、アメリカで6位、イギリスで14位と各国のヒットチャートで上位ランクにつけ、上々の売り上げを記録した。
1. The Woman in You　(B. Gibb/R. Gibb/M. Gibb)　4:04, Bee Gees
2. I Love You Too Much　(B. Gibb/R. Gibb/M. Gibb)　4:27, Bee Gees
3. Breakout　(B. Gibb/R. Gibb/M. Gibb)　4:46, Bee Gees
4. Someone Belonging To Someone　(B. Gibb/R. Gibb/M. Gibb)　4:26, Bee Gees
5. Life Goes On　(B. Gibb/R. Gibb/M. Gibb)　4:26, Bee Gees
6. Stayin' Alive [Edited Version]　(B. Gibb/R. Gibb/M. Gibb)　1:33, Bee Gees
7. Far From Over　(F. Stallone/V. Dicola)　3:56, Frank Stallone
8. Look Out For Number One　(Foster/B. Stephen/T. Marolda)　3:20, Tommy Faragher
9. Finding Out The Hard Way　(F. Stallone/R. Freeland)　3:33, Cynthia Rhodes
10. Moody Girl　(F. Stallone / Esposito/ V. Dicola)　4:08, Frank Stallone
11. (We Dance) So Close To The Fire　(R. Bishop/T. Faragher)　3:45, Tommy Faragher
12. I'm Never Gonna Give You Up　(F. Stallone / Esposito / V. Dicola)　3:30, Frank Stallone/Cynthia Rhodes

## 公開後の反応
興行収入は北アメリカ内だけで約6500万ドルにおよび、1983年公開映画のなかで上位につける成績となった。しかし「前作『サタデー・ナイト・フィーバー』に登場したような魅力ある登場人物が欠けておりヒット映画の要素を基本的に無視している」とファンや評論家からは酷評が浴びせられた。当年のラジー賞では主演男優賞（ジョン・トラボルタ）、助演女優賞（フィノラ・ヒューズ）、新人賞（フィノラ・ヒューズ）にノミネートされたほか、2006年にはエンターテイメントウィークリー誌で「史上最悪の続編」に選ばれた。